# Tournoi des Six Nations féminin 2012
Cet article traite de l'épreuve féminine. Pour la compétition masculine, voir Tournoi des Six Nations masculin 2012.
Pour un article plus général, voir Tournoi des Six Nations féminin.
Navigation
Tournoi féminin 2011 Tournoi féminin 2013
Le Tournoi des Six Nations féminin 2012, connu aussi comme RBS 6 Nations féminin en raison du sponsor Royal Bank of Scotland, est la onzième édition du Tournoi des six nations féminin, une compétition annuelle de rugby à XV disputée par six équipes européennes : Angleterre, pays de Galles, Irlande, France, Écosse et Italie.
Le tournoi se déroule du 4 février au 17 mars 2012 les mêmes semaines que pour le Tournoi masculin et selon un calendrier de cinq journées pendant lesquelles chaque participant affronte toutes les autres. Les trois équipes qui ont l'avantage de jouer un match de plus à domicile sont la France, le pays de Galles et l'Irlande.

## Classement
| Rang | Nation         | J | V | N | D | Pm  | Pe  | Diff | Pts |
| ---- | -------------- | - | - | - | - | --- | --- | ---- | --- |
| 1    | Angleterre (T) | 5 | 5 | 0 | 0 | 161 | 12  | +149 | 10  |
| 2    | France         | 5 | 4 | 0 | 1 | 97  | 22  | +75  | 8   |
| 3    | Irlande        | 5 | 3 | 0 | 2 | 109 | 41  | +68  | 6   |
| 4    | Pays de Galles | 5 | 2 | 0 | 3 | 50  | 113 | -63  | 4   |
| 5    | Italie         | 5 | 1 | 0 | 4 | 55  | 157 | -102 | 2   |
| 6    | Écosse         | 5 | 0 | 0 | 5 | 12  | 139 | -127 | 0   |

|  | Vainqueur du tournoi (n°1). |
|  | T : tenant du titre.        |

Attribution des points : Deux points sont attribués pour une victoire, un point pour un match nul, aucun point en cas de défaite.
Règles de classement : 1. point ; 2. différence de points de matchs ; 3. nombre d'essais marqués ; 4. titre partagé.

## Matchs et résultats
Les heures sont données dans les fuseaux utilisés par les pays participants : WET (UTC+0) dans les îles Britanniques et CET (UTC+1) en France et en Italie.
Première journée
| 3 mars à 14 h 30    | Ashbourne              | Irlande | 36 – 0 | Galles     |
| 5 février à 15 h 00 | Stade Émile-Pons, Riom | France  | 32 – 0 | Italie     |
| 5 février à 17 h 00 | Lasswade, Édimbourg    | Écosse  | 0 – 47 | Angleterre |

Deuxième journée
| 11 février à 15 h 30 | Stade du Hameau, Pau  | France         | 8 – 7  | Irlande    |
| 12 février à 13 h 00 | Pandy Park, Crosskeys | Pays de Galles | 20 – 0 | Écosse     |
| 12 février à 14 h 30 | Recco                 | Italie         | 3 – 43 | Angleterre |

Troisième journée
| 24 février à 19 h 30 | Ashbourne             | Irlande    | 40 – 10 | Italie |
| 25 février à 14 h 00 | Bridgehaugh, Stirling | Écosse     | 0 – 23  | France |
| 25 février à 18 h 15 | Twickenham, Londres   | Angleterre | 33 – 0  | Galles |

Quatrième journée
| 9 mars à 19 h 30  | Ashbourne                   | Irlande        | 20 – 0  | Écosse     |
| 10 mars à 17 h 00 | Millennium Stadium, Cardiff | Pays de Galles | 30 – 13 | Italie     |
| 11 mars à 13 h 45 | Stade Charléty, Paris       | France         | 3 – 15  | Angleterre |

Cinquième journée
| 17 mars à 14 h 00 | Esher                 | Angleterre     | 26 – 3  | Irlande |
| 18 mars à 14 h 30 | Rovato                | Italie         | 29 – 12 | Écosse  |
| 18 mars à 14 h 00 | Pandy Park, Crosskeys | Pays de Galles | 0 – 31  | France  |